# 最強ロボ ダイオージャ
『最強ロボ ダイオージャ』（さいきょうロボ ダイオージャ）は、1981年（昭和56年）1月31日から1982年（昭和57年）1月30日まで、名古屋テレビを制作局として、テレビ朝日系列で土曜17:30 ‐18:00（JST）枠において全50話が放送された日本サンライズ制作のロボットアニメである。

## 概要
時代劇『水戸黄門』をモチーフとしているが、主人公・ミト王子の衣装や城のデザインなどは中世ヨーロッパ風のデザインとなっている。江戸幕府の中心地「江戸」をエドン国とみなし、江戸幕府に属する各領地をエドン国に属する同盟星とみなしている。本来の徳川光圀は老人だが、ミト王子は少年として描かれる。この特性を生かす形で、各星の悪人を懲らしめて各同盟星に平和をもたらすだけでなく、ミト王子自身の成長をも描く物語となっている。
番組の基本的パターンも『水戸黄門』を踏襲しており、私利私欲のために無力な民衆を苦しめている悪党達に向かって「鎮まれ! こちらにおわすはミト王子なるぞ!」と王子のお供であるスケード・カークスらが一喝するが、悪党達は「ミト王子がこんな所にいるはずがない!」と罵倒するのが常で、「ならば、その目で然（しか）と見よ!」と王子達が乗る三体のロボットがダイオージャに合体、その胸に輝く紋章を見て民衆および悪党の手下達は「ははーっ!」と平伏するものの、悪党の首領だけは開き直る、もしくは自棄になる等して、自分のロボットでダイオージャに立ち向かい、最後は雷鳴剣の一撃で成敗されるところは暴れん坊将軍と似ている。なお、本作では敵はゲストキャラのみでレギュラーの敵は登場しない。また、回によっては基本的パターンが当てはまらないこともある。次回予告はナレーターの永井一郎が行い、最後にミト王子の「その目で、然（しか）と見よ!」というセリフで締められている。
2005年にはDVD-BOX版が発売された。

## あらすじ
エドン国は、周辺の51惑星を平定したイプロン星系に所属する星間国家である。エドン国の王位継承者は、16歳になるまでにすべての領地（同盟星）をめぐる視察の旅に出る義務があった。
城での堅苦しい生活が嫌いな王子エドワード・ミトはこのしきたりを利用し、14歳という前例より早い時期から、身分を隠しての星巡りに大喜びで出発する。旅の道連れは教育係のスケードと武術指南役のカークスの側近二人。
一見平和に見えた諸国だが、見せかけの平和の裏ではそれぞれの為政者による悪事が横行していた。ミト王子は合体ロボ・ダイオージャを駆り、領民を苦しめる悪人どもを成敗していく。
1年後となる最終話。諸国を巡って帰ってきたミト王子であったが、権力を傘に人々を苦しめる邪な侍が横行し、自らも王子と特別視される500年も続く現行の老朽化した身分制度の問題を悟り、 王位継承までにより多くの人々と出会いその望みを聞く為に、もう1度星巡りの旅に出るのであった。

## 登場人物
エドワード・ミト王子（偽名：ミート・エドモンド）
声 - 古川登志夫（タイトルコールも兼任）
モチーフは水戸黄門こと徳川光圀。
エドン国王太子。トクガー王家16世。14歳。父、トクガー王（声 - 小林修）の命で同盟星視察の旅に出る。家臣や一般人からはミト王子、国王夫妻からは個人名のエドワードで呼ばれる（第50話）。視察の旅では身分を隠すため、“エドン国の大手デパートの御曹司で社会勉強のために旅をしている”と偽り、正体を明かすまではお供の二人にも「坊ちゃん」と呼ばせている。
普段は腕白な不良少年のような口調だが、正体を明かした後は貴公子らしい毅然とした態度をとる。いつも口うるさい家老のバルジャンから離れられることを喜び、バルジャンの追跡からも逃げ回っていたが、次第に彼の真心に気付き、受け入れていくようになる。一年に渡る旅の中で次第に成長していき、シノブと想いを寄せ合っていく。
決め台詞は「その目で然と見よ!」で、劇中や次回予告だけでなく玩具のパッケージなどでもキャッチコピー的に用いられている。
放映開始前にアニメ雑誌に掲載された設定画では「ミート王子」と記されたものもあった。“エドワード”は小説『王子と乞食』の主人公から。
デューク・スケード
声 - 石丸博也
モチーフは佐々木助三郎。通称・スケさん。「水戸黄門」の助さん同様に剣の達人で、アフロヘアーが特徴。王子の教育係を務める。慎重派で常識人だが、やや口うるさい。それ故にカークスとの衝突も多い。“デューク”は公爵から。
バロン・カークス
声 - 西村知道
モチーフは渥美格之進。通称・カクさん。温厚で力持ちというタイプで、ふくよかな体躯の持ち主。王子の武芸指南役を務める。モロハ＝シンセイ流拳法の遣い手で、王子にも伝授している（第38話）。巨漢ながら武芸百般に通じ、剣術のみならず格闘の心得まである。食いしん坊で王子とともに遊び方向に流れてしまう事が多い。剣豪としても有名であるらしく、偽者も出てくるほど。また10話に訪れたフラウ星で同話の黒幕・ゼウラ司令官の部下である警備隊長ミレイと決闘を通じて両思いになるが（ミレイがゲストキャラである都合上）、それ以降の描写はされなかった。“バロン”は男爵から。
バルジャン
声 - 永井一郎（ナレーションも兼任）
モチーフは山野辺兵庫。エドン国の家老で王子の世話役を務める元気溌剌な老人。口うるさいのが玉にキズ。1話冒頭で国王と王妃から王子が自分に内緒で旅に出た事、そして2人が自分に言わなかった事を知らされ、悔しさのあまり大号泣していた。その後、王子を追って自前の宇宙船に乗り込み、中盤で合流。一本気な性格で一度言い出したら聞かず、大概は従者のジンナイにムチャぶりをやらかして足を引っ張る事が多いが、その熱血漢な一面は時に仲間達を助ける大活躍に繋がったこともある。なお、フルネームは「カミシモノカミ・ゴクロータ・アリフレテルド・バルジャン」と非常に長い。
以下の2人は「水戸黄門」には登場しないオリジナルキャラクター。
フローラ・シノブ
声 - 高木早苗
ポジションは風車の弥七（本作放映時、原本にかげろうお銀は存在しなかった）。本来は王妃（声 - 小宮和枝）の護衛を務めており、その中でも抜きん出た身体能力と優れた操縦技術を持つ。王妃の命を受けて1話後半で合流、ミト王子達の宇宙船ポウ号の整備と操縦、情報収集を担当する。専用の戦闘機スパロウ・ホークで戦うが、途中から支援機クロスエイダーにも搭乗するようになる。王子一行の随行員に抜擢された経緯が第28話で明かされた。一年に渡る旅の中で王子と互いに想いを寄せ合っていった。
ジンナイ
声 - 滝雅也
バルジャン付きの従者でバルジャンが王子を追うために同行させられた。宇宙船の操縦手をしているが、主人であるバルジャンのムチャに振り回されるのがほとんどの苦労人（ただし、マイペースな態度で受け流すスキルの持ち主）。自身がミスを犯してバルジャンを振り回したことも数回ある。愚痴をこぼしたり賃上げを要求したりしつつも職務には忠実で、最終話でもバルジャンに同行させられるも、国王から「ご苦労だが頼むぞ」と王命を下された描写から、従者でありながら国王からの信任は厚いようである。特技は30秒間だけ筋骨隆々の肉体に変身できること。また、列車強盗の投げた爆弾を撃ち落すほどの射撃の腕前を持つ。

## ダイオージャ
エースレッダー、アオイダー、コバルターの3体のロボットがミト王子の「クロス・トライアングル」のコールを受けて分離変形の後に合体して生まれる巨大ロボ。エドン星王家の象徴でもある。3人の持つ剣をクロスさせて「クロス・ソード」とコールするとロボットが召喚され、必ず分離状態で飛来する。その際に各ロボットの名前が呼ばれるが、3体一度に呼び出す場合は「カモン・ダイオージャ」とコールされる。
身長：25m、体重：240t。出力：1200万馬力。速度：（大気圏内）マッハ10。そのボディーは超金属エドガニウムで造られている。前述の3体のロボットが合体してダイオージャが完成すると、胸部には徳川家の家紋・三つ葉葵をモチーフにしたエドン王家の紋章が浮かび上がる。その紋章を見た民衆および悪党の手下達は、毎回決まって「おおっ…！」「その紋章（しるし）は…！」「ダイオージャ…！」と口々に叫んだ後、声をそろえて一斉に「ははーっ！」と平伏する。初合体は第2話。
武装は雷鳴剣、アーム・ミサイル、トリプル・ミサイル、ロケットパンチ、ビーム・ボウガン、ダイオージャ・シールド（紋章を含む胸部が変形、左腕に装着可）、ダイオージャ・ジャベリン、ダイオージャ・カッター、ダイオージャ・グラップ、トライアングルビーム、ハンマー・チェーンなど。
必殺技は雷鳴剣を用いた「電光雷鳴崩し」で、これは円月殺法のように剣を一回転させた後に300万ボルトの電撃を天空に放ち、跳躍しながら縦一文字に斬り伏せ、上空に放った轟雷を落として止めを刺す、というものである。厚さ7mの鋼鉄を切断。雷鳴剣を抜くときにはミト王子の「（「弱きを泣かせる」「私腹を肥やす」など相手の悪行を並べ）悪党め。天に代わって成敗致す。余の正義の刃を受けるがよい」と口上が入る。
エースレッダー
身長：17.8m、体重：80t。出力：390万馬力。速度：（大気圏内）マッハ5。武器：エースサーベルは左腰の収納箱から出現し、厚さ3mの鋼鉄を切り裂く。ミト王子が搭乗。機体色は赤。ダイオージャの頭と胸部になる。なお合体時に頭部側面のパーツは肩装甲へとスライドし、その後頭部に巨大な角飾りが出現する。
アオイダー
身長：17m、体重：70t。出力：310万馬力。速度：（大気圏内）マッハ3。武器：ビームガンが右脇腹から出て右腰に装着、5km先の厚さ1.5mの鋼鉄を射抜く。スピア・アクスは胸の五角形から出る２つの刃を装備した槍で厚さ2mの鋼鉄を切断し、3km先の厚さ1mの鋼鉄を突き破る。スケードが搭乗。機体色は青。機動性に長けてる。単体時から上下逆転、股割きのような状態になり、脚がダイオージャの両腕、それ以外が腹部・腰部になる。
コバルター
身長：17.2m、体重：90t。出力：500万馬力。速度：（大気圏内）マッハ3。武器：ハンマー・スティックはトゲ付き棍棒で、厚さ50cmの鋼鉄を突き破りトゲで刺す。円形盾のバックラーは4本のトゲがあり殴打する武器になる。カークスが搭乗。機体色は群青。格闘戦とパワフルが自慢。手と頭を収納し、単体時から上下逆転し左右に分離、肩が爪先になる格好でダイオージャの両足になる。
なお、これら3体のロボットの胸部にはスペード状の紋章が付いており、ここから放たれる光の中に入ると自動的にコクピット内に運ばれ搭乗することができる。ロボット搭乗時には3人の服装もエドン国の正装に変わる。
巨大ロボットはサムライの象徴であるとされ、巨大ロボットを持つ者は領民に対する支配者階級であると位置づけられる。つまり本作のロボットは、時代劇における刀に相当する（ダイオージャだけは印籠も兼ねる）。このため劇中、ミト王子がエースレッダーを呼び出すと「サムライだったのか」と言われる事がしばしばある。
31話以降はサポートメカの「クロスエイダー」が登場、強化パーツに分離し単体ロボに合体して「スカイレッド」「アオイダート」「コバルタンク」へと変形出来るようになる。強化パーツとの合体中は格闘戦こそ出来なくなるものの単体ロボの空間戦闘能力を強化し各機とも倍以上の速度を出せるようになった。ただしダイオージャになる為には合体を解かねばならず、ダイオージャには合体出来ないのでダイオージャ自体がパワーアップすることはない。

## その他のメカニック
宇宙船POUR号
ミト王子一行専用宇宙船。正式名称は「Prince Of Univers Rocket号」で、それぞれの頭文字を取って「POUR号」（ポウごう）と呼ばれている。内部にはコックピットの他、各人の個室・リビングルーム・厨房・トレーニングルーム・王子専用勉強部屋・ロボット格納庫などが存在、機体下には各ロボットの発射口が3つある。武器は機体側部のビーム砲。なお最終話のラストで、再びミト王子一行が漫遊に出発する時には、コックピットにミト王子自らの手でシノブ専用のシートが設けられた。
スパロウホーク
シノブ専用の小型戦闘機。調査や偵察が主。武器はバルカン砲とミサイル。登場したのは1・25・26・31・46話の5回。
バルジャン宇宙船
14話から登場する、バルジャンとジンナイ専用の宇宙船。ドリム星を周遊する旧娯楽衛星ミニドムに妻アリンス（声 - 向井真理子）と共に居住している科学者にしてバルジャンの親友・コドク博士（声 - 兼本新吾）が、20歳の時に造った。飛行船のような形状。正式名称は「ヒンデンブルグ・ツエッペリン・エンタープライズ・デリシャス・バルーン号」（「バルーン号」以外の名称は、飛行船に使われた名称から取っている）。36話では機体中央からマジックハンドを出し、身分証明のための巨大印籠を出した（本家時代劇の完全なるパロディ）。44話でバルジャンたちが王子たちと合流して以降はPOUR号に引っ張られて曳航した。最終話で再出発する際は、自力走行できるようになっている。
クロスエイダー
32話から登場する中型戦闘機。コドク博士が造った（彼にしては珍しくマトモな）メカ。普段は「パワースカイ」「パワーダート」「パワータンク」の3機に分離し、王子一行の単体ロボに各々合体している（前述）、各ロボが合体してダイオージャになるとそれぞれ分離・再合体する。主にシノブが操縦し、ダイオージャの支援を行う。武器はミサイル、機首ビーム砲。
シガル
イプロン星系の各惑星で使われている量産型ロボット（いわゆる時代劇の「斬られ役」）。大別して非武装の「素体シガル」と、胸と頭にアーマー、両肩にシールドを装備し、剣や光線銃を携帯した「武装型シガル」の2種類。バリエーションとして、4話に登場した紫色の武装型シガル（本来は茶色）や、5話に登場した単眼のシガルがある。

## スタッフ
- 企画 - 日本サンライズ
- 原作 - 矢立肇（連載誌 - 『テレビマガジン』、『たのしい幼稚園』、『冒険王』）
- シリーズ構成 - 星山博之
- キャラクターデザイン - 佐々門信芳
- メカニカルデザイン - 大河原邦男
- 音楽 - 渡辺宙明
- 監督 - 佐々木勝利
- プロデューサー - 森山涇（名古屋テレビ）、大熊伸行（創通エージェンシー）、岩崎正美・中川宏徳（日本サンライズ）
- 原画 - 木村圭市郎、森山雄治、塩山紀生 ほか
- メカニカルゲストデザイン - 出渕裕
- 音響監督 - 千葉耕市
- 美術監督 - 内田健彦、勝井和子
- 美術デザイン - 小林七郎→池田繁美
- 制作進行 - 川瀬敏文、冨永恒雄、今西隆志 ほか
- 制作 - 名古屋テレビ、創通エージェンシー、日本サンライズ

## 主題歌・挿入歌
オープニング（OP）テーマ - 『最強ロボ ダイオージャ』
作詞 - 伊藤アキラ / 作曲・編曲 - 渡辺宙明 / 歌 - たいらいさお、ザ・ブレッスン・フォー
3体のロボットが合体するシーンでも、挿入歌として用いられている。悪人のロボットが撃破されるシーンでは、インストゥルメンタル版が使われている。
エンディング（ED）テーマ - 『ヨカッタネ宇宙』
作詞 - 伊藤アキラ / 作曲・編曲 - 渡辺宙明 / 歌 - たいらいさお
歌詞は宇宙の無数の星に思いをはせながら、途中でスケさんとカクさんに呼びかけ宇宙が平和でよかったというミト王子の思いを表現したような歌詞となっている。粘土細工のようなミト王子やスケード、カークスが星型のベースに乗って登場し、宇宙のかなたに去っていくアニメーションで、OPやアニメ本編とは異なり子供向け絵本のような優しいタッチの絵柄となっている。
挿入歌
『みんなで踊ろうバルジャンロック』
作詞 - 兜史郎 / 作曲・編曲 - 渡辺宙明 / 歌 - たいらいさお
『HEARTへようこそ』
作詞 - 亜蘭知子 / 作曲・編曲 - 渡辺宙明 / 歌 - 古川登志夫
上記各曲を収録したレコードは、いずれもキングレコードから発売された。

## 各話リスト
| 話数   | 放送日         | サブタイトル                     | 脚本     | ストーリー ボード | 演出       | 作画監督        | 舞台             | 登場悪人                                                      | 登場メカ                                                      |
| ------ | -------------- | -------------------------------- | -------- | ----------------- | ---------- | --------------- | ---------------- | ------------------------------------------------------------- | ------------------------------------------------------------- |
| 第1話  | 1981年 1月31日 | 旅立て! 銀河のミト王子           | 星山博之 | 菊池一仁          | 菊池一仁   | 佐々門信芳      | エドン星         | バードランド警備兵                                            | シガル                                                        |
| 第2話  | 2月7日         | 胸に輝く王者の印                 | 荒木芳久 | 高橋資祐          | 加瀬充子   | 金山明博        | バードランド星   | 領主(声 - 飯塚昭三) 宝石商人ルビタイ(声 - 北村弘一)           | ゾルベック ヘルベロス                                         |
| 第3話  | 2月14日        | 恐竜パピの涙                     | 伊東恒久 | 兜四郎            | 鈴木行     | 塩山紀生        | デュアル星       | ギラ局長(声 - 笹岡繁蔵)                                       | ザウラーズ （ギザロス（本編中での台詞から））                 |
| 第4話  | 2月21日        | 機械にされたミト王子             | 富田祐弘 | 鹿島典夫          | 鹿島典夫   | 山田政妃        | スティル星       | ゼニマン(声 - 加藤修) コゼニー(声 - はせさん治)               | ゼラズニィ 護衛ロボット                                       |
| 第5話  | 2月28日        | 恐怖の人間彫刻                   | 星山博之 | 鈴木行            | 鈴木行     | 佐々門信芳      | ミケラン星       | モンク(声 - 羽佐間道夫)                                       | ダンテス                                                      |
| 第6話  | 3月7日         | 少年と錦鯨                       | 荒木芳久 | 菊池一仁          | 菊池一仁   | 金山明博        | シーランド星     | パゴス水産庁長官(声 - 玄田哲章) 網元・イグアナ(声 - 石井敏郎) | オブーン グロテスター アイザック                              |
| 第7話  | 3月14日        | 王子の嫁入り                     | 富田祐弘 | 高橋資祐          | 鹿島典夫   | 木村圭市郎      | ブラバー星       | ダホテル(声 - 井上真樹夫)                                     | ハーディアス                                                  |
| 第8話  | 3月21日        | 友情のスウォーム星               | 吉田耕助 | 加瀬充子          | 加瀬充子   | 山田政妃        | スウォーム星     | ドグラ武器製造庁長官(声 - 笹岡繁蔵) ズルゾー(声 - 沢りつお)   | ガニメーデ ガニンダー                                         |
| 第9話  | 3月28日        | 恐怖!! 夜のない国                | 荒木芳久 | 鹿島典夫          | 鹿島典夫   | 佐々門信芳      | ブルーレイク星   | 副領主・エネギー(声 - 二又一成) 電力大臣(声 - 藤本譲)         | ムガール エレギック                                           |
| 第10話 | 4月4日         | 宇宙に咲いた愛の花               | 伊東恒久 | 松浦錠平          | 鈴木行     | 金山明博        | フラウ星         | ゼウラ司令官(声 - 高橋和枝)                                   | マゾネス                                                      |
| 第11話 | 4月11日        | スターになったミト王子           | 富田祐弘 | 菊池一仁          | 菊池一仁   | 塩山紀生        | ムーブ星         | グローザー(声 - 北村弘一)                                     | ゼロニカ（張りぼてとされるが戦闘力の程度は不明） イエルマーク |
| 第12話 | 4月18日        | つぼに刻んだ父の意地             | 星山博之 | 兜四郎            | 鹿島典夫   | 木村圭市郎      | グランド星       | ハギン(声 - 笹岡繁蔵) ジャワン(声 - 石井敏郎)                 | ダイマ ガシン                                                 |
| 第13話 | 4月25日        | キラキラ星の暴走族               | 吉田耕助 | 比賀沈            | 鈴木行     | 坂本三郎        | キラキラ星       | ドラゴ王子(声 - 森功至)                                       | オジーン デスベター マッズ                                    |
| 第14話 | 5月2日         | 俺たちには明日がある             | 星山博之 | 石崎すすむ        | 加瀬充子   | 金山明博        | インデリアル星   | 収容所所長(声 - 宮村義人)                                     | ギャメス                                                      |
| 第15話 | 5月9日         | 猛獣国で大あばれ                 | 富田祐弘 | 菊池一仁          | 菊池一仁   | 谷沢豊 新田敏夫 | アニマル星       | ゴリル(声 - 加藤修)                                           | ペドルマー（ブロウ（設定名））                                |
| 第16話 | 5月16日        | 夢をなくした少年戦士             | 伊東恒久 | 鹿島典夫          | 鹿島典夫   | 佐々門信芳      | エトルナ星       | ガルダ司令官(声 - 飯塚昭三)                                   | ハイルクロス （ガリオロス（本編中での台詞から））             |
| 第17話 | 5月23日        | よごれた黄金のピラミッド         | 荒木芳久 | 鈴木行            | 鈴木行     | 坂本三郎        | ダイキン星       | ズルダー(声 - 水鳥鉄夫)                                       | プトレゴール                                                  |
| 第18話 | 5月30日        | 愛しのポアラ                     | 吉田耕助 | 比賀沈            | 鹿島典夫   | 金山明博        | マウンド星       | キラー(声 - 笹岡繁蔵)                                         | ブラックルーク                                                |
| 第19話 | 6月6日         | どっちがどっち? 2人のスケさん    | 荒木芳久 | 菊池一仁          | 菊池一仁   | 塩山紀生        | ブレドン星       | ジャムガ(声 - 池田勝) ワルバダ(声 - たてかべ和也)             | ベーガル                                                      |
| 第20話 | 6月13日        | 朝から晩までこんにちは           | 富田祐弘 | 石崎すすむ        | 石崎すすむ | 谷沢豊 新田敏夫 | オアシス星       | 家老・マクド(声 - 青野武) ナルド(声 - 山田俊司)               | エースピエトン（スペーダス（設定名））                        |
| 第21話 | 6月20日        | コンピューター大魔人             | 伊東恒久 | 鹿島典夫          | 鹿島典夫   | 佐々門信芳      | ジョード星       | デルモス博士(声 - 藤本譲)                                     | 魔神像 キュービック                                           |
| 第22話 | 6月27日        | 王子になったミト王子             | 星山博之 | 兜四郎            | 加瀬充子   | 金山明博        | ガルシア星       | バルサ医療局長官(声 - 笹岡繁蔵)                               | ドグメス                                                      |
| 第23話 | 7月4日         | ぼくらは荒野の用心棒             | 荒木芳久 | 比賀沈            | 鹿島典夫   | 坂本三郎        | コロニスト星     | 盗賊のボス(声 - 渡部猛)                                       | ドンク ゴゾメス                                               |
| 第24話 | 7月11日        | 輝け! ロデオの星（スター）       | 吉田耕助 | 石崎すすむ        | 石崎すすむ | 木村圭市郎      | アロー星         | ゴリアン(声 - 平林尚三)                                       | ビスゴルク                                                    |
| 第25話 | 7月18日        | 宇宙海賊バーラック               | 富田祐弘 | 菊池一仁          | 菊池一仁   | 塩山紀生        | ピース星         | ビアス（バーラック）(声 - 加藤修)                             | マグタワー                                                    |
| 第26話 | 7月25日        | 戦場にかける友情の橋             | 富田祐弘 | 加瀬充子          | 加瀬充子   | 金山明博        | トンジャー星     | 武器商人ブキダ(声 - 安田隆)                                   | ガルガズーム                                                  |
| 第27話 | 8月1日         | バルジャン・がんばるじゃん       | 星山博之 | 兜史郎            | 鹿島典夫   | 佐々門信芳      | インカリア星     | グラバス(声 - 笹岡繁蔵)                                       | テクノッグ                                                    |
| 第28話 | 8月8日         | 謎の鬼面軍団                     | 伊東恒久 | 石崎すすむ        | 石崎すすむ | 坂本三郎        | カメリア星       | アドルフ副長官(声 - 池田勝) 小頭(声 - 二又一成)               | ジャドー                                                      |
| 第29話 | 8月15日        | バイキングがでた!!               | 星山博之 | 菊池一仁          | 菊池一仁   | 佐々門信芳      | バーニンホーク星 | 代官グラッグ(声 - 飯塚昭三)                                   | キケロス                                                      |
| 第30話 | 8月22日        | 王子は大泥棒?!                   | 伊東恒久 | 高橋資祐          | 加瀬充子   | 金山明博        | エトラン星       | グロン(声 - 上田敏也)                                         | ダンジョー                                                    |
| 第31話 | 8月29日        | コドク博士の贈り物（前編）       | 富田祐弘 | 鹿島典夫          | 鹿島典夫   | 佐々門信芳      | ドリム星         |                                                               | ドラゲーン ニセダイオージャ                                   |
| 第32話 | 9月5日         | コドク博士の贈り物（後編）       | 富田祐弘 | 石崎すすむ        | 石崎すすむ | 坂本三郎        | ドリム星         | 領主マゲタ(声 - 井上真樹夫) ブツリー博士(声 - 広瀬正志)       | ハイバード ドン・マゲダック                                   |
| 第33話 | 9月12日        | エイリアンの恐怖                 | 吉田耕助 | 兜史郎            | 鹿島典夫   | 塩山紀生        | カンダ星         | 副領主・インケン(声 - 笹岡繁蔵)                               | ムシャード ベムグロス                                         |
| 第34話 | 9月19日        | 父と娘の出会い                   | 荒木芳久 | 比賀沈            | 加瀬充子   | 金山明博        | ピタゴラ星       | 領主(声 - 沢りつお)                                           | サロメイデス                                                  |
| 第35話 | 9月26日        | にせ物に御用心!!                 | 荒木芳久 | 石崎すすむ        | 石崎すすむ | 佐々門信芳      | プロウス星       | エバロ(声 - 緒方賢一) ワルボ(声 - 二又一成)                   | ゴロボット                                                    |
| 第36話 | 10月3日        | 王子よ正義の剣をとれ（前編）     | 伊東恒久 | 菊池一仁          | 鹿島典夫   | 坂本三郎        | カナン星         |                                                               |                                                               |
| 第37話 | 10月10日       | 王子よ正義の剣をとれ（後編）     | 伊東恒久 | 菊池一仁          | 菊池一仁   | 山田政妃        | カナン星         | シャトレ公爵(声 - 曽我部和行)                                 | エンペリオスクーガー                                          |
| 第38話 | 10月17日       | がんばれ、ピンチヒッター         | 星山博之 | 加瀬充子          | 加瀬充子   | 金山明博        | モロハ星         | ジャッキン流拳法師範・ダンカン(声 - 玄田哲章)、高弟スオン     | ハン                                                          |
| 第39話 | 10月24日       | 仙人をやめたかった仙人           | 吉田耕助 | 鹿島典夫          | 石崎すすむ | 佐々門信芳      | トーゲン星       | ヤルゴン(声 - 千葉繁)                                         | 仙人星                                                        |
| 第40話 | 10月31日       | 白竜（前編）                     | 荒木芳久 | 高橋資祐          | 鹿島典夫   | 塩山紀生        | パラマリン星     | エゴロ(声 - 池田勝) ゴウハラ(声 - たてかべ和也)               | 白竜ロボット                                                  |
| 第41話 | 11月7日        | 白竜（後編）                     | 荒木芳久 | 高橋資祐          | 鹿島典夫   | 山田政妃        | パラマリン星     |                                                               | 白竜ロボット                                                  |
| 第42話 | 11月14日       | 裁かれた名奉行                   | 富田祐弘 | 石崎すすむ        | 石崎すすむ | 金山明博        | ゴルド星         | ミスターゴールデン(声 - 兼本新吾)                             | ゴールデンストーム                                            |
| 第43話 | 11月21日       | ずっこけ暴走列車                 | 伊東恒久 | 菊池一仁          | 菊池一仁   | 佐々門信芳      | ミンドロ星       | ゴイドス将軍(声 - 斉藤豊次)                                   | マシンバッファ                                                |
| 第44話 | 11月28日       | ハートへようこそ（前編）         | 富田祐弘 | 兜史郎            | 加瀬充子   | 坂本三郎        | シェクピア星     |                                                               |                                                               |
| 第45話 | 12月5日        | ハートへようこそ（後編）         | 富田祐弘 | 兜史郎            | 佐々木勝利 | 山田政妃        | シェクピア星     | 家老・リガー（声 - 桜本昌弘)                                  | ガトラスIII世                                                 |
| 第46話 | 12月12日       | ジャングル・ボーイ               | 吉田耕助 | 比賀沈            | 鹿島典夫   | 谷沢豊 新田敏夫 | ファントム星     | 密猟者(声 - 西尾徳)                                           | バンタルー キャッチャン                                       |
| 第47話 | 12月19日       | 街へ出た御領主様                 | 星山博之 | 石崎すすむ        | 石崎すすむ | 金山明博        | コットン星       | 代官・タタミ(声 - 緒方賢一)                                   | スマキング                                                    |
| 第48話 | 1982年 1月16日 | つっぱりお嬢さん!!               | 荒木芳久 | 鹿島典夫          | 鹿島典夫   | 佐々門信芳      | ダリズム星       | 代官子息・ウルダ(声 - 神谷明)                                 | グロス号                                                      |
| 第49話 | 1月23日        | みんなが王子を待っている（前編） | 星山博之 | 加瀬充子          | 加瀬充子   | 山田政妃        | ボナンザ星       |                                                               |                                                               |
| 第50話 | 1月30日        | みんなが王子を待っている（後編） | 星山博之 | 菊池一仁          | 菊池一仁   | 坂本三郎        | ボナンザ星       | 家老・デスバン(声 - 池田勝)                                   | デースバンダー ヘルデッド（赤機&黄機） ゾルダグ               |

## 放送局
系列は制作局での本放送当時のもの、放送時間は個別に出典が提示されているものを除き1981年11月中旬 - 12月上旬時点のものを使用する。
| 放送地域      | 放送局             | 放送日時                                                                                  | 系列局                        | 備考       |
| ------------- | ------------------ | ----------------------------------------------------------------------------------------- | ----------------------------- | ---------- |
| 中京広域圏    | 名古屋テレビ       | 土曜 17:30 - 18:00                                                                        | テレビ朝日系列                | 制作局     |
| 北海道        | 北海道テレビ       | 土曜 17:30 - 18:00                                                                        | テレビ朝日系列                |            |
| 宮城県        | 東日本放送         | 土曜 17:30 - 18:00                                                                        | テレビ朝日系列                |            |
| 福島県        | 福島放送           | 土曜 17:30 - 18:00                                                                        | テレビ朝日系列                | [ 注釈 1 ] |
| 関東広域圏    | テレビ朝日         | 土曜 17:30 - 18:00                                                                        | テレビ朝日系列                |            |
| 静岡県        | 静岡けんみんテレビ | 土曜 17:30 - 18:00                                                                        | テレビ朝日系列                | [ 注釈 2 ] |
| 岡山県 香川県 | 瀬戸内海放送       | 土曜 17:30 - 18:00                                                                        | テレビ朝日系列                |            |
| 広島県        | 広島ホームテレビ   | 土曜 17:30 - 18:00                                                                        | テレビ朝日系列                |            |
| 近畿広域圏    | 朝日放送           | 金曜 17:00 - 17:30                                                                        | テレビ朝日系列                | [ 注釈 3 ] |
| 福岡県        | 九州朝日放送       | 金曜 17:00 - 17:30                                                                        | テレビ朝日系列                |            |
| 岩手県        | 岩手放送           | 水曜 17:00 - 17:30                                                                        | TBS系列                       | [ 注釈 4 ] |
| 山形県        | 山形テレビ         | 火曜 17:00 - 17:30                                                                        | フジテレビ系列                |            |
| 長野県        | テレビ信州         | 土曜 17:20 - 17:50                                                                        | 日本テレビ系列 テレビ朝日系列 |            |
| 新潟県        | 新潟放送           | 月曜 17:25 - 17:55（1981年6月22日 - 9月） 月曜 17:30 - 18:00（1981年9月28日 - 1982年3月） | TBS系列                       | [ 注釈 5 ] |
| 富山県        | 富山テレビ         | 水曜 16:50 - 17:20                                                                        | フジテレビ系列                | [ 注釈 6 ] |
| 石川県        | 北陸放送           | 月曜 - 金曜 6:24 - 6:50                                                                   | TBS系列                       | [ 注釈 7 ] |
| 山口県        | テレビ山口         | 金曜 17:00 - 17:30                                                                        | TBS系列                       |            |
| 愛媛県        | 南海放送           | 水曜 17:25 - 17:55                                                                        | 日本テレビ系列                |            |
| 熊本県        | 熊本放送           | 木曜 17:00 - 17:30                                                                        | TBS系列                       |            |
| 鹿児島県      | 南日本放送         | 金曜 17:25 - 17:55                                                                        | TBS系列                       |            |

## 玩具
『ダイオージャ』関連の玩具はメインスポンサーであったクローバーをはじめとした様々なメーカーよりエースレッダー、アオイダー、コバルター、ダイオージャ、クロスエイダーが発売され、主にパーツの差し替えと組み替えによる3体合体、クロスエイダーの合体を再現した。
2012年5月にバンダイの超合金魂ブランドよりほぼ差し替え無しの完全合体を実現した玩具が発売された。
- クローバー
  - DX王者合体セット（組み替え完全合体 武器付属）
    - エースレッダー
    - アオイダー
    - コバルター

  - DXクロスエイダーセット（組み替え完全合体 武器付属）
  - SDダイオージャ（非合体 武器付属）
  - MIダイオージャ（非合体 武器付属）

※このほか、100円と300円の価格帯にてプラモデルも発売。
- オリオン
  - クロス合金 ダイオージャ（非合体）
  - クロス合体 エースレッダー、アオイダー、コバルター（組み替え完全合体）

- 青島文化教材社
  - アニメスケール 1/210ダイオージャ＆1/140アオイダー（武器付属）
  - アニメスケール 1/140エースレッダー＆1/140コバルター（武器付属）
  - 最強合体 ダイオージャ（武器付属）
  - 王者合体 ダイオージャ（ミニエースレッダー ミニアオイダー ミニコバルター付属）
  - 合体ロボット ダイオージャ（「最強合体 ダイオージャ」と「王者合体 ダイオージャ」のセット）
  - ジャンボ合体 最強ロボダイオージャ（全長40センチメートルのキット、武器付属）
  - 光るジャンボ合体 最強ロボダイオージャ（「ジャンボ合体 最強ロボダイオージャ」に点滅ギミックを追加、武器付属）
  - 合体ロボット ダイオージャ（「最強合体 ダイオージャ」と「合体ロボット ダイオージャ」のセット）
  - ポケットパワー ダイオージャ（武器付属）
  - ポケットパワー エースレッダー（武器付属）
  - ポケットパワースペシャルデラックス 最強ロボダイオージャ（「ポケットパワー ダイオージャ」と「ポケットパワー エースレッダー」のセット）

※前作『トライダーG7』に引き続きプラモデルをリリースしたが、本作でのプラモデル展開はクローバーとの競作であった。そのため、同社の定番カテゴリーであった100円の「ミニ合体」や200円の「おやこマシン」シリーズは本作では発売されず、通常300円の「アニメスケール」シリーズも2体入り600円のセット販売のみという変則的な商品展開となった。
また前作に引き続き、秘密基地キットもリリースした。今回に至っては前作のように発進基地が存在しない（POUR号からの発進である）為に、作中とは無関係の構成となった。
- バンダイ／BANDAI SPIRITS
  - 超合金魂 ダイオージャ（完全合体 武器付属）
- グッドスマイルカンパニー
  - MODEROID 最強ロボ ダイオージャ(一部差し換え完全合体 武器付属)

## コミカライズ
冒険王 1981年3月号 － 1982年2月号連載　作画：津原義明

## ゲームでの登場
単独でのゲームは発売されていないが、バンプレストより発売された、『スーパーロボット大戦GC』（2004年）および、移植作である『スーパーロボット大戦XO』（2006年）に主人公を始めとする一部の登場人物と機体が登場している。地球を舞台にしているため、ダイオージャの面々は地球とは別の星系であるエドン国の人間で、地球人から見ると異星人という設定となっている。

## 備考
- 第17話の劇中で同一時間帯の『無敵超人ザンボット3』、『無敵鋼人ダイターン3』、『機動戦士ガンダム』、『無敵ロボ トライダーG7』が黄金の人形として店に陳列されている。